# Poczwiennictwo
Poczwiennictwo (od rosyjskiego słowa почва – gleba) – kierunek w rosyjskiej myśli społecznej lat 60. XIX wieku.
Poczwiennicy utrzymywali, że udało im się stworzyć światopogląd „organiczny”, zwracali uwagę na pierwszoplanową rolę sztuki w poznawaniu życiowych fenomenów, zarazem minimalizując rolę nauki. Poczwiennicy twierdzili, że podstawą społecznego i duchowego rozwoju Rosji jest „narodowa gleba”, jednocześnie krytykowali wykształconą część rosyjskiego społeczeństwa za oderwanie się od tejże „narodowej gleby”. Według zwolenników tego kierunku jedynym możliwym sposobem na zachowanie rosyjskiej tożsamości i specyficznego, wyjątkowego dla Rosji kierunku rozwoju cywilizacyjnego miał być powrót do duchowej jedności elit i prostego ludu rosyjskiego.
Poczwiennicy głosili tezę o wyjątkowej misji dziejowej rosyjskiego ludu, który ich zdaniem miał uratować ludzkość. Krytycznie odnosili się do rewolucyjnych demokratów, okcydentalistów i klasycznych słowianofilów, zarzucając im sztuczność głoszonych teorii. Historiozoficzne koncepcje poczwienników bazowały na opozycji Wschodu i Zachodu traktowanych jako obce sobie cywilizacje rozwijające się według fundamentalnie przeciwnych sobie zasad. Podstawą tych koncepcji była idea „typów kulturowo-historycznych” stworzona przez Grigoriewa, a następnie rozwinięta przez Danilewskiego.
Swoje idee poczwiennicy prezentowali w pismach „Czas” (Время, 1861-1863) i „Epoka” (Эпоха, 1864-1865).
Rosyjski filolog Władimir Zacharow twierdzi, że Dostojewski i jego zwolennicy nie nazywali siebie „poczwiennikami”, gdyż termin ten powstał stosunkowo późno.

## Najważniejsi przedstawiciele poczwiennictwa
- Fiodor Dostojewski
- Michaił Dostojewski
- Apołłon Grigoriew
- Nikołaj Strachow
- Nikołaj Danilewski